# Halichoeres chierchiae
Halichoeres chierchiae är en fiskart som beskrevs av Di Caporiacco, 1948. Halichoeres chierchiae ingår i släktet Halichoeres och familjen läppfiskar. IUCN kategoriserar arten globalt som livskraftig. Inga underarter finns listade i Catalogue of Life.